# Самаркандский трамвай
Самаркандский трамвай — трамвайная система в Самарканде, заново открытая 15 апреля 2017 года. Ранее система уже существовала с 1947 по 1973 год, но была закрыта. В 2016 году президент Узбекистана Ш. М. Мирзиёев принял решение о строительстве в Самарканде городского трамвая.

## История

### Первые проекты
В 1907 году властная администрация решила открыть в Самарканде трамвайное движение. Трамвай, по их мнению, должен был стать не только пассажирским транспортом, но и осуществлять грузовые перевозки с железнодорожной станции на товарные склады. Специально для этой цели были заказаны специальные открытые вагоны-платформы. Первоначально было решено построить рельсовую дорогу от самаркандского железнодорожного вокзала до центра города. Однако возникшие финансовые проблемы, а затем и другие обстоятельства помешали городской администрации решить назревшую транспортную проблему.

### Паровой трамвай
После образования СССР, в 1924 году Самарканд стал столицей Узбекской ССР. В связи с этим местными властями было принято решение в кратчайшие сроки проложить узкоколейку от железнодорожного вокзала до центра города. Работа шла быстрыми темпами и уже к осени того же года была завершена. Открытие линии было приурочено к очередной годовщине Октябрьской революции. 7 ноября 1924 года под звуки революционных маршей, первый поезд торжественно проделал свой путь. Состав поезда, состоящий из паровоза с открытыми и закрытыми пассажирскими вагонами, курсировал от вокзала до Сиабского базара.

Трамвая в Самарканде нет. Его заменяет доблестно отслуживший все сроки на афганской границе и только в прошлом году оттуда привезенный паровичок. Вагончики клацают по узкой колее и стремглав несутся в город.— Илья Ильф «Глиняный рай», 1925.
Данный паровик, названный местными жителями кукушкой, проработал недолго. В 1930 году столица Узбекской ССР была перенесена из Самарканда в Ташкент и вскоре движение по узкоколейке было прекращено.

### Электрический трамвай
В 1942 году по трассе бывшей узкоколейки была проложена железнодорожная ветка широкой колеи, которая служила для доставки пассажиров и товаров с вокзала на Сиабский базар. К 1947 году в районе Сиабского базара построили трамвайное депо, электрифицировали линию, сделали разъезды и закупили в Ташкенте старый трамвайный подвижной состав.
1 мая 1947 года состоялось торжественное открытие движения электрического трамвая. Поначалу на линии осуществлялось совместное движение трамваев и железнодорожных составов.
28 августа 1973 года стал последним днем работы самаркандского трамвая. После прекращения движения трамвайная линия и депо были разобраны, а подвижной состав списан.

### Строительство трамвая в 2016—2017 годах
5 октября 2016 года Шавкат Мирзиёев, тогда ВРИО президента Узбекистана, в ходе посещения Самарканда выступил с предложением возродить городскую трамвайную сеть. Работы начались за месяц до президентских выборов. При строительстве сносились некоторые здания.
23 марта 2017 года началась обкатка трамваев по улицам города. Таким образом, трамвай в Самарканде появился спустя 43 года 6 месяцев и 25 дней после предыдущего закрытия. А 15 апреля 2017 года состоялось официальное открытие в присутствии нового президента Узбекистана Мирзиёева, который проехал на одном из первых рейсов трамвая.
23 мая 2017 года началось строительство второй трамвайной линии самаркандского трамвая от железнодорожного вокзала до Сиабского рынка. А 3 августа 2017 года завершено строительство линии 2 маршрута (Вокзал — Сиабский рынок). В марте 2018 года линия вступила в работу.
Сообщалось о планах строительства ещё двух трамвайных линий: третьей, длиной 12,4 км от улицы Буюк Ипак Йули до посёлка Кимегарлар по улице Спитамена, и четвёртой, от вокзала до того же посёлка по Нарпайской улице.

## Подвижной состав
Подвижной состав самаркандского трамвая поначалу состоял из моторных и прицепных вагонов, прошедших капитальный ремонт в трамвайном депо № 2 города Ташкента.
В 1950—1960-х годах, в город поступали новые трамвайные поезда с Усть-Катавского завода:
- КТМ/КТП-1 — 9 поездов;
- КТМ/КТП-2 — 7 поездов.

С 2017 года после возобновления движения используются вагоны:
- Vario LF.S — 20 вагонов;
- Tatra T6B5SU — 1 вагон.

Все вагоны были куплены в Ташкенте после ликвидации там трамвайного движения в 2016 году.

## Описание современной трамвайной системы
Открыто движение по двум маршрутам:
1. «Железнодорожный вокзал — Ж/м Саттепо» 6,4 км
2. «Железнодорожный вокзал — Сиабский рынок» 5 км

Режим работы ежедневно с 6:00 до 22:00, интервал 7 минут, подвижной состав 8 вагонов Vario LF (из 20, прибывших в город). На круг приходится 26 совмещённых трамвайно-автобусных остановок.
Маршрут 1 с северо-запада на юго-запад; маршрут 2 проходит через северную часть Самарканда с запада на восток.